# Tentauidim
Tentauidim ou Tatadim foi um negus (rei) do Reino Zagué. Seu nome aparece em segundo lugar nas listas dos reis zagués. De acordo com Taddesse Tamrat, era o filho mais velho conhecido de Morara. Segundo a Vida de Iemereana-Cristo (Gadla Yemrehana Krestos), fez esforços para permitir que seus filhos o sucedessem, agindo contra seus irmãos Zã e Germa Seium. A lei de herança dos agaus ditava que seus irmãos fossem seus sucessores, um problema que atormentava os reis zagués.